# Juan Enrique Aldapa
Aldapa  Avendaño est un nom espagnol. Le premier nom de famille, en général paternel, est Aldapa ; le second, en général maternel, souvent omis, est Avendaño.
Juan Enrique Aldapa Avendaño, né le 24 juin 1991 à Culiacán, est un coureur cycliste mexicain.

## Biographie
Juan Enrique Aldapa est originaire de Culiacán, la plus grande ville de l'État de Sinaloa,. Issu d'une famille de cyclistes, il suit les traces de ses aînés en participant à ses premières compétitions à l'âge de sept ans. Sous les couleurs de l'équipe nationale du Mexique, il se fait remarquer en établissant un record national en poursuite aux championnats panaméricains juniors de 2009. La même année, il participe aux championnats du monde juniors. Il poursuit ensuite sa carrière chez les espoirs et les élites, dans son pays natal mais aussi aux États-Unis. Sur piste, il se classe troisième de la poursuite par équipes aux Jeux d'Amérique centrale et des Caraïbes. Il obtient également plusieurs victoires et diverses places d'honneur dans des courses nationales sur route. 
Après une période d'arrêt, il reprend la compétition aux États-Unis en 2022. Bon sprinteur, il termine notamment cinquième du Manhattan Beach Grand Prix, ou encore troisième du Tour de Murrieta en 2024. En 2025, il monte sur le podium de la dernière étape de la Valley of the Sun Stage Race.

## Palmarès sur route
- 2010
  - 7e étape de la Vuelta a Nuevo León
  - 3e étape de la Vuelta a Mexicali
  - 3e de la Vuelta a Nuevo León
- 2011
  - 1re (contre-la-montre), 2e et 6e étapes de la Vuelta a Nuevo León
  - 1re et 6e étapes de la Vuelta Mazatlán
- 2012
  -  Champion du Mexique du contre-la-montre espoirs
  - 4e étape de la Vuelta Mazatlán
- 2013
  - 3e étape du Tour de Murrieta
  - 2e du championnat du Mexique du contre-la-montre espoirs
  - 3e du championnat du Mexique sur route espoirs
- 2024
  - 3e du Tour de Murrieta

## Palmarès sur piste

### Jeux d'Amérique centrale et des Caraïbes
- Mayagüez 2010
  -  Médaillé de bronze de la poursuite par équipes

### Championnats panaméricains juniors
- 2009
  -  Médaillé d'argent de la poursuite[4]
  -  Médaillé d'argent de la poursuite par équipes[5]
  -  Médaillé de bronze de la course aux points[6]